# シャルル・クロス
シャルル・クロスまたはクロ（Charles Cros、1842年10月1日 - 1888年8月9日）は、19世紀フランスの詩人、発明家。象徴主義の運動に加わり、ナンセンス詩「燻製にしん」が広く知られる。

## 生涯

### 生い立ち
オルタンシウス・エミール・シャルル・クロス（Hortensius Émile Charles Cros）として、南仏オード県のファブルザンの町で、祖父、父ともに教授という学者の家系の三男に生まれる。学校には行かずに父の家庭教育によって、ドイツ語、イタリア語、ギリシャ語、サンスクリッド語、ヘブライ語や、数学、化学、哲学、医学、音楽などを学んだ。のちに長兄は医者、次兄は彫刻家となる。18歳の時にパリの聾唖学校の教師となるが、2年後に解雇。独学で医学を学びながら、文学仲間と付き合うようになる。

### 詩作
1867年25歳の時、パリ万国博覧会に自動電信機を出品している。26歳のときにニーナ・ド・ヴィヤール夫人の芸術サロンに出入りするようになり、ニーナの影響で詩作を始める。『アルティスト』誌に処女作を発表し、1869年に第2次『現代高踏詩集』にも作品が採択された。
1870年の普仏戦争においてプロシア軍の砲撃で、レンヌ街の家の屋根が崩れ落ち、クロス達三兄弟はサンジェルマン大通りにある古い友人であるヴェルレーヌのマチルド夫人の母の家に移る。クロスはこの家で、マチルド夫人の異父兄シャルル・ド・シヴリとともに、ルビーやダイヤモンドの人工宝石の実験に没頭していた。マチルド夫人によると、この実験は成功してルビーを製造したが、本物よりも費用がかかって実用的ではなかったという。またこの時期に詩集『白檀の小箱』に後に収められる作品を執筆していた。
その後パリ・コミューンにより軍医として任命され、負傷者の治療にあたる。クロスは画家のペテーヌとともにセギエ街のアパルトマンを借りて移っていたが、コミューン敗退後の1871年9月にヴェルレーヌとともにアルチュール・ランボーに対面し、一時期ランボー少年はクロスの部屋に同居、わずかの後に仲違いして出て行くことになる。またこの10月にはヴィヤール夫人のサロンの高踏派詩人らのグループ「破廉恥漢たち(fr:Vilains Bonshommes)」の中で先鋭的で、コミューンにも同調する者達による、新集団「セルクル・ジュティック(fr:Cercle des poètes Zutiques)」を組織する。これにはヴェルレーヌ、ランボーなども加わり、最年長の音楽家エルネスト・カバネルの部屋に集まっていたが、指導的立場だったクロスは1ヶ月で脱退する。
1872年の『文芸復興』誌に「燻製にしん」が発表されると評判になり、独特の「Il était un grand mur blanc — nu, nu, nu,」のような表現が流行した。1873年に詩集『白檀の小箱』が刊行され、「燻製にしん」もこれに収められる。「燻製にしん」は、包囲下のパリである日リラダンが一匹の燻製ニシンを持ってヴェルレーヌ家を訪れ、そこに来たクロスがこのニシンを天井から吊るし、それを眺めながら作ったと言われている。

### 発明の業績
1867年に科学アカデミー宛に「色彩、形体、および運動の記録と崔精に関する方法」という論文を送っており、1869年にはフランス写真協会に色彩写真に関する「三色写真法」研究成果を報告している。しかしちょうどクロスの2日前にルイ・デュコ・デュ・オーロンという者が同様の報告をしており、特許もオーロンが持っていて、クロスは激しく失望した。しかしクロスはその後も色彩写真の研究を続け、1880年頃には高度な写真技術を開発していたことを示す写真も現存している。
また1877年頃からショーヌ公爵という自身も発明好きというパトロンが付き、ソルボンヌ街の実験室を借り、後にサルト県サブレの城に実験室を作った。1877年にパレオフォーン(paléophone)と名付けた蓄音機の説明を科学アカデミーに送る。クロスはトーマス・エジソンが同じような実験をしているのを知っており、自分の発明の優先権について宣伝に務めたが、エジソンは1877年の7月にイギリスで、12月にフランスで特許を取り、翌年3月にパリの科学アカデミーで蓄音機の動作テストを行って成功し、成功はエジソンの手に渡ることになった。
他に27歳のときに「遊星間の通信法についての研究」という、火星や金星と強力なライトで交信するというアイデアの論文を書き、友人の天文学者カミーユ・フラマリオンの勧めで1869年に講演を行っている。

### 晩年と評価

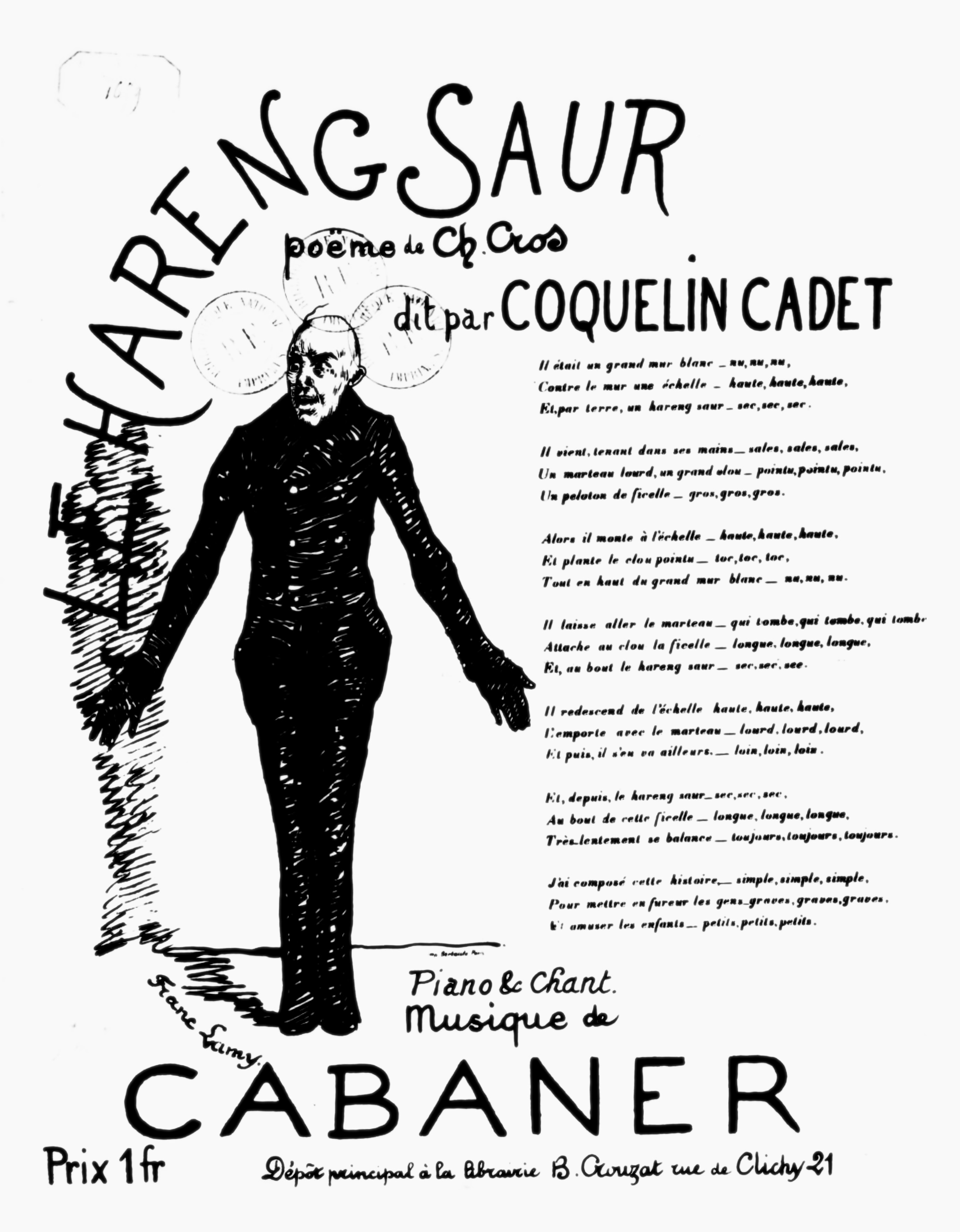
コクラン陸軍士官学校の歌劇「燻製にしん」の広告

エジソンに負けて以来クロスは失意の日々となり、酒浸りの生活を送る。文学者の集まる酒場「ル・シャ・ノワール」で、しばしば客たちの要請に応じて「燻製にしん」を朗読したともいう。ヴィヤール夫人とは親密な関係を保っていたが、1877年に決裂し、クロスは翌年結婚した。
ヴェルレーヌとは離婚騒動の際に不仲になり、クロスの評価には加わることはなかった。1884年に出版されたJ.K.ユイスマンス『さかしま』では、1874年に『新世界評論』誌に掲載した短編小説「恋愛の科学」についてヴィリエ・ド・リラダンに比較して、「その化学的偏執、取澄ましたユーモア、ふざけた冷ややかな観察などによって、読者を煙にまくことに成功していたけれども、その書き方に、ある致命的な欠陥があったので、面白味は半減するしかなかった。」と評されている。1888年にクロスはパリで他界し、モンパルナス墓地に埋葬された。
死後30年を経てアンドレ・ブルトンらシュルレアリストによって再評価され、ブルトン『黒いユーモア選集』では「詩人として、学者としての彼の使命が一体化しているのは、彼がつねに自分の目標を、自然からその秘密の一部をもぎ取ることに置いていたという点に基づいている。」と紹介された。
息子のギー・シャルル・クロスも詩人。

## 日本語訳された作品
- 「文字の人びと - 言葉生みの神話」 （鈴木啓二訳、奇想天外社、『SFファンタジイ大全集』No.10（別冊奇想天外）） 1980年
- 「未来の新聞」、「恋に狂って死んだ小石」（川口顕弘訳、紀田順一郎, 荒俣宏責任編集、国書刊行会、世界幻想文学大系33、『十九世紀フランス幻想短篇集』） 1983年
- 「ボーブール通りの事件」（竹内廸也訳、榊原晃三, 竹内廸也編、白水社、白水Uブックス、『笑いの錬金術 - フランス・ユーモア文学傑作選』） 1990年
- 「星間のドラマ」（堀田郷弘訳、窪田般彌, 滝田文彦編、白水社、『フランス幻想文学傑作選2（ロマン派の狂熱と幻影）』） 1983年
- 「独白劇 憑きもの」、「剣玉」、「あべこべの足を持つ男」、「ボーブール街事件」、「女中」、「発見した男」、「資本家」、「清潔好きな男」（倉智恒夫, 志村信英, 川口顕弘訳、国書刊行会、フランス世紀末文学叢書12、『室内 - 世紀末劇集』） 1984年
- 「恋愛の科学」（澁澤龍彦訳、河出文庫、『澁澤龍彦訳幻想怪奇短篇集』） 2013年 - 1969年以降、複数のアンソロジー・全集に所収されている。